# Нов Азербайджан
Партията Нов Азербайджан (на азербайджански: Yeni Azərbaycan Partiyası) е управляващата политическа партия в Азербайджан, основана в град Нахичеван под ръководството на Гейдар Алиев на 21 ноември 1992 г.
След избирането му за президент на Азербайджан на 3 октомври 1993 г. и победата на партията на парламентарните избори през 1995 г. тя се превръща в управляваща партия. Президентът Илхам Алиев е неин председател от 3-тия конгрес на 26 март 2005 г. Нов Азербайджан е член на Международната конференция на азиатските политически партии и член на наблюдателя на Центристки демократичен интернационал. На парламентарните избори през 2015 година получава 70 от 125 места в парламента.

## Идеология
Заявените от партията идеологии са законност, секуларизъм и азербайджански национализъм. Тя иска да изгради „социално ориентирана“ икономика и посочва гражданската солидарност и социалната справедливост като основа на своята идеология. По време на управлението на основателят на партията, Гейдар Алиев, Нов Азербайджан е член на Комунистическата партия на Съветския съюз до юли 1991 г.
Програмата на Нов Азербайджан подчертава основните задачи, насочени към укрепване на държавната независимост, изграждане на демократична, правна и светска държава и осигуряване на спокоен и проспериращ живот на гражданите. Принципите на независима държава, законност, творчески напредък, азербайджанство, гражданска солидарност и социална справедливост са обявени за основа на идеологията на партията.

## Права
Членовете на партията се осигуряват със следните права:
- да избират и да бъдат избирани в органите на партията
- да участват свободно в определянето на политиката на партията и в обсъждането на въпроси, свързани с нейната дейност
- да участват в събитията, организирани от партията
- да правят предложения за реализиране на целите и задачите на партията
- да имат подкрепата на партията
- да обсъждат и критикуват свободно всички въпроси, свързани с политиката на партията, както и всички дейности на нейните органи
- да престанат да бъдат членове в партията или да я напуснат.